# Almetievsk
Almetievsk, também Almat ou Elmet, (em russo:  Альме́тьевск; em tártaro:  Әлмәт) é uma cidade e município do Tartaristão, Rússia. Está situada na margem esquerda do rio Zai (afluente do Kama), 265 km a sudeste de Cazã. É a sede do distrito de Almetievski.

## Esporte
A cidade de Almetievsk é a sede do Estádio Alnas e do FC Alnas Almetievsk, que participa do Campeonato Russo de Futebol.